# Proton-M
Proton-M (rusky Протон-M) je ruská těžká raketa odvozena od rodiny nosných raket Proton vyvinuté bývalým Sovětským svazem. Vyráběna je společností GKNPC Chruničeva a starty raket probíhají z komplexů 81 a 200 na kosmodromu Bajkonur v Kazachstánu. První start tohoto nosiče proběhl 7. dubna 2001.

## Popis rakety
Nosič Proton-M se skládá ze tří stupňů, všechny jsou poháněny raketovými motory na kapalná paliva, používající kombinaci oxidu dusičitého jako okysličovadlo a palivo asymetrický dimethylhydrazin. První stupeň je jedinečný v tom, že se skládá z centrální válcové oxidační nádrže o stejném průměru jako ostatní dva stupně a k jeho obvodu je připojeno šest palivových nádrží, z nichž každá nese motor RD-275M, což je vylepšená verze starších motorů RD-253 používaných na raketách Proton-K. Motory v tomto stupni se mohou otáčet tangenciálně až o 7 ° od neutrální polohy a poskytují plnou kontrolu vektorového tahu. Důvodem pro tento návrh je logistika: průměr oxidačních nádrží a dvou následujících stupňů je maximální, které lze dodat železnicí vedoucí na kosmodrom Bajkonur. Nicméně v Bajkonuru se plně sestavený nosič opět přepravuje po železnici, protože má dostatek prostoru.
Druhý stupeň využívá konvenční válcový design. Je poháněn třemi motory RD-0210 a jedním motorem RD-0211. První a druhý stupeň je spojeny válcovou příhradovou mezistupňovou konstrukcí z ocelových prutů, umožňující volný odvod spalin při zážehu motorů druhého stupně.
Třetí stupeň je také válcového provedení. Obsahuje avioniku k řízení prvních tří stupňů. Jsou zde výkyvně uloženy čtyři spalovací komory čtyřkomorového řídicího motoru RD-0214 třetího stupně. Hlavní motor třetího stupně, RD-0213, je nepohyblivě umístěn v podélné ose stupně. Kompletní pohonný systém tvořený těmito dvěma motory je označen jako RD-0212.
Jako horní stupeň se u Proton-M používá Briz-M, nebo jeho předchůdce Block DM. Tyto horní stupně jsou určeny k vynášení těžkých nákladů a družic na nízké, střední a vysoké oběžné dráhy (včetně geosynchronních a geostacionárních).

## Galerie

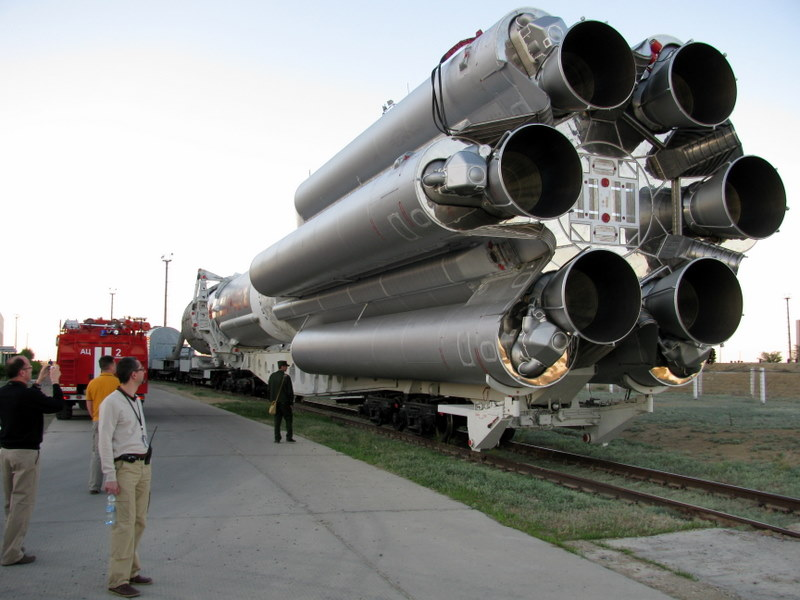
Pohled na první stupeň Proton-M
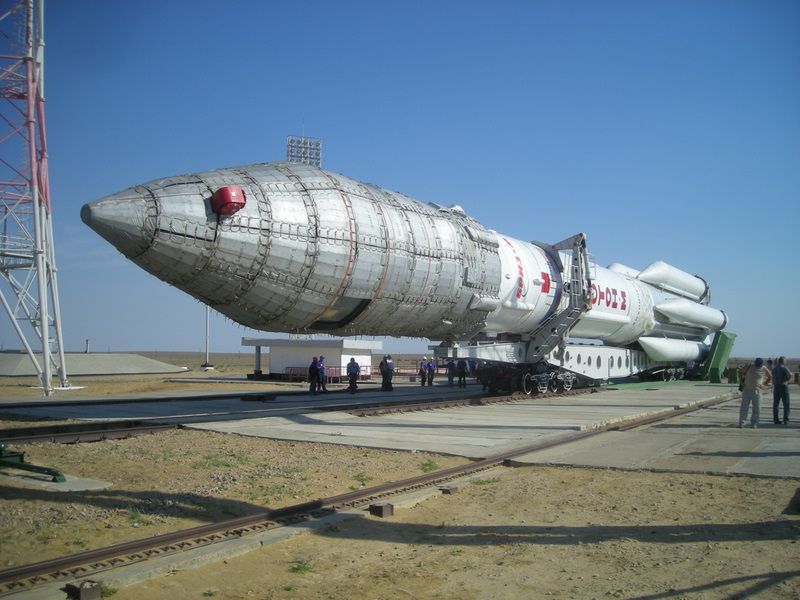
Proton-M přepraven na starovní rampu
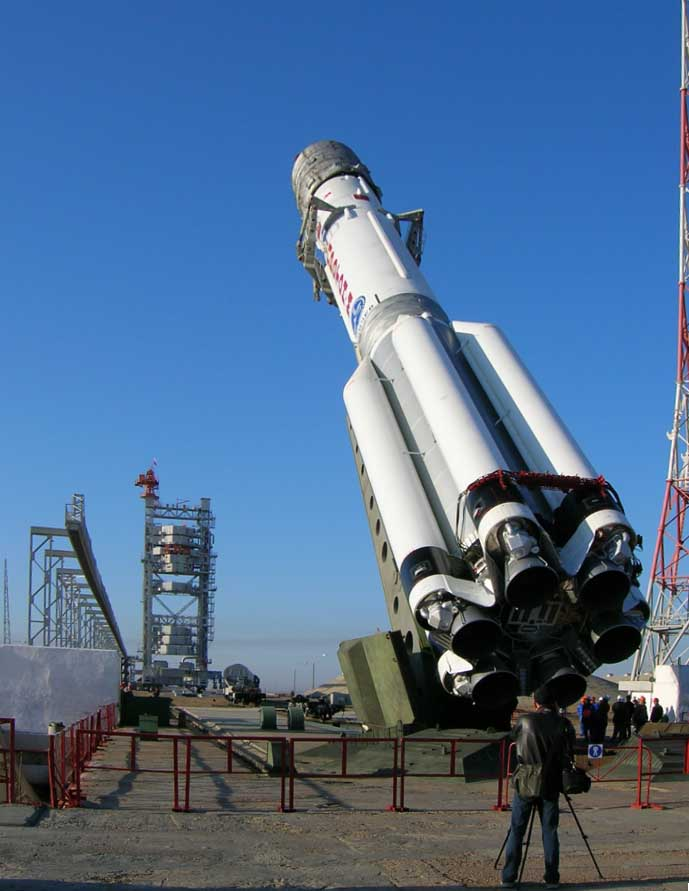
Proton-M při zvedání do vertikální polohy
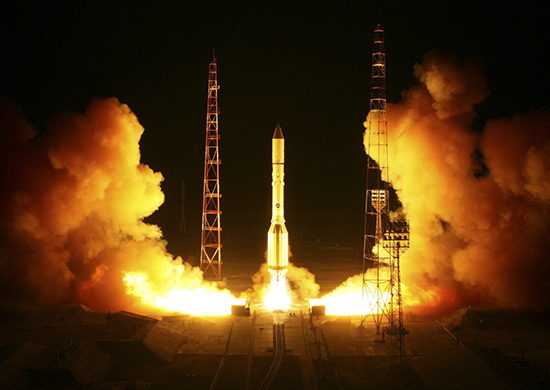
Start rakety Proton-M

## Využití
- Na rok 2021 je již po několika odkladech naplánován start rakety Proton-M, který má vynést ruský víceúčelový laboratorní modul Nauka. Ten by se měl připojit k modulu Zvezda na Mezinárodní vesmírné stanici.

- V roce 2022 bude raketa využita k dopravě evropského roveru na povrch Marsu v rámci projektu ExoMars.

## Varianta Proton Medium a Light
V září roku 2016 oznámila společnost ILS, která zajišťuje ruské nosné rakety pro zahraniční zákazníky, možnosti využití odlehčených modifikací rakety Proton, které podporuje i výrobní závod Chruničev.
Důvodem je snížení nákladů při vypouštění středně těžkých a lehkých komerčních družic.
Odlehčené varianty vycházejí z nosiče Proton-M, který využívá konfiguraci 3+1.
Střední varianta Proton Medium v konfiguraci 2+1 bude využívat stejný první stupeň rakety Proton-M, rozdíl bude pouze v lehce protažených nádržích, přičemž dojde k zachování šesti motorů RD-275M. Jako druhý stupeň se použije třetí stupeň z Protonu-M, u kterého se trochu protáhne délka. O pohon se bude starat motor RD-0213, který létá na třetím stupni Proton-M.
Verze Proton Light bude mít také protažený první stupeň, ale bude disponovat pouze čtyřmi motory a čtyřmi externími nádržemi. V horní části stupně se bude nacházet ještě dodatečná palivová nádrž. Druhý stupeň má být shodný s variantou Proton Medium. Obě verze pak budou využívat současný horní stupeň Briz-M s čtyřmetrovým aerodynamickým krytem.